# FK Sloga Doboj
Fudbalski klub Sloga Doboj en serbio: ФК Слога Добој, conocido como Sloga Meridian por motivos de patrocinio. es un club de fútbol de la ciudad de Doboj , en el norte de la República Srpska , entidad de Bosnia y Herzegovina. El club compite en la Premijer Liga y juega sus partidos como local en el Stadion Luke, con capacidad para 3000 espectadores.

## Entrenadores
- Nedeljko Gojković
- Miroslav Brozović
- Franjo Glaser
- Stevan Pozder
- Dimitrije "Mita" Tadić
- Ivo Radovniković
- Munib Saračević
- Vlatko Konjevod
- Vojislav Despotović
- Ferid Salihović
- Ivan "Ivica" Mioč
- Radoslav Zubanović
- Fuad Bećarević
- Sulejman Spahić
- Mujo Mujkić
- Asim Saračević
- Ismet Hadžiđulbić
- Emir Mulalić
- Josip Pranjić
- Mehmed Mujkanović
- Radivoje "Rade" Vasiljević
- Jefto Popadić
- Branislav Petričević
- Dejan Pešić
- Ljubiša Tripunović
- Zoran Ćurguz
- Zlatko Spasojević
- Zoran Ćurguz (2011–2013)
- Vedran Sofić (2013–2015)
- Mitar Lukić (2015–2017)
- Vedran Sofić (2017–2018)
- Danimir Milkanović (2018)
- Milan Draganović (2018–2021)
- Zoran Ćurguz (2021–2023)
- Vlado Jagodić (2023–2024)
- Nedim Jusufbegović (2024–2025)
- Vule Trivunović (2025–)